# Maan Turva
Maan Turva var en finländsk propagandaorganisation som verkade under vinterkriget.
Organisationen grundades under namnet Rajan turva våren 1939, då den arrangerade en insamling till förmån för befästningsarbetena på Karelska näset. Den organiserade även studenternas deltagande i befästningsarbetena sommaren 1939. På hösten, då kriget ryckte närmare, ändrades namnet till Maan turva, samtidigt som organisationen fick en officiell ställning inom det statliga propagandamaskineriet. Den var i praktiken en skapelse av studentrörelsen Akademiska Karelen-Sällskapet och dess ordförande Vilho Helanen. En svenskspråkig systerorganisation, Hembygdsfronten, tillkom i oktober 1939 med Aktiva studentförbundet som bakgrundssammanslutning.
Maan Turva hade bland annat till uppgift att motarbeta panikstämningar, rykten och destruktiv propaganda samt iaktta stämningsläget bland befolkningen och rapportera sina iakttagelser till statsmakten. Maan Turvas och Hembygdsfrontens verksamhet lades ned vid ingången av augusti 1940, men deras fältorganisationer införlivades med den hemliga propaganda- och underrättelseorganisationen Finlands vapenbrödraförbund.